# Кацуя, Тосинобу
Тосинобу Кацуя (яп. 勝矢 寿延 Кацуя Тосинобу, род. 2 сентября 1961 года) — японский футболист. Выступал за национальную сборную, в составе которой стал обладателем Кубка Азии 1992 года.

## Клубная карьера
На протяжении своей футбольной карьеры выступал за клубы «Хонда», «Иокогама Маринос», «Джубило Ивата», «Сересо Осака». Начал играть в футбол за команды средней школы англ. Shimabara Commerce High School и Осакского университета коммерции. В 1984 году стал членом команды «Хонда», за выступления в которой дважды был включён в символическую сборную чемпионата в 1985/86 и 1986/87. В 1991 году Кацуя перешел в «Ниссан Моторс», (позже — «Иокогама Маринос»), через три года сменил клуб на «Джубило Ивата», с которым выиграл национальный чемпионат в 1997 году. Следующий сезон он провел в «Сересо Осака», где и завершил игровую карьеру.
После этого Кацуя работал тренером и скаутом в «Сересо Осака» в 1999 году. 

## Карьера в сборной
С 1985 по 1993 год сыграл за национальную сборную Японии 27 матчей. Его дебют состоялся 22 сентября 1985 года в отборочном матче к чемпионату мира 1986 года против Гонконга. После этого футболист участвовал в Азиатских играх 1986 года и матчах квалификации на Летние Олимпийские игры 1988 года. После этого Кацуя не вызывался в национальную сборную почти пять лет.
Этот вынужденный перерыв Кацуя заполнил выступлением за сборную Японии по мини-футболу. В 1989 году в ее составе он принял участие в чемпионате мира в Нидерландах. Но команда выступила неудачно — три поражения в трех играх группового этапа.
Но в 1992 году он был приглашен для участия в Кубке Азии по футболу. Он провел три игры на турнире, победу в котором одержала Япония. В следующем году он проводил отборочные матчи к чемпионату мира 1994 года. В сборной он заменил травмированного левого защитника Сатоси Цунами. Кацуя был на поле в матче со сборной Ирака, когда Япония лишилась последней возможности принять участие в финальном турнире Кубка мира, который болельщики окрестили «Агонией в Дохе» или «Трагедией в Дохе». Это игра стала последней в его карьере за сборную.

## Достижения

### Командные
«Ниссан Моторс»
- Обладатель Кубка Императора: 1991, 1992

 «Джубило Ивата»
- Победитель Джей-лиги: 1997

### Международные
Сборная Японии
- Кубка Азии: 1992

### Личные
- Символическая сборная Японской футбольной лиги: 1985/86, 1986/87

## Статистика

### В клубе
| Выступление за клуб | Выступление за клуб | Выступление за клуб          | Лига  | Лига | Кубок            | Кубок            | Кубок лиги | Кубок лиги | Итого | Итого |
| Сезон               | Клуб                | Лига                         | Матчи | Голы | Матчи            | Голы             | Матчи      | Голы       | Матчи | Голы  |
| Япония              | Япония              | Япония                       | Лига  | Лига | Кубок Императора | Кубок Императора | Кубок лиги | Кубок лиги | Итого | Итого |
| ------------------- | ------------------- | ---------------------------- | ----- | ---- | ---------------- | ---------------- | ---------- | ---------- | ----- | ----- |
| 1984                | Хонда               | Чемпионат Японии. Дивизион 1 | 16    | 1    |                  |                  |            |            | 16    | 1     |
| 1985/86             | Хонда               | Чемпионат Японии. Дивизион 1 | 22    | 0    |                  |                  |            |            | 22    | 0     |
| 1986/87             | Хонда               | Чемпионат Японии. Дивизион 1 | 19    | 1    |                  |                  |            |            | 19    | 1     |
| 1987/88             | Хонда               | Чемпионат Японии. Дивизион 1 | 22    | 1    |                  |                  |            |            | 22    | 1     |
| 1988/89             | Хонда               | Чемпионат Японии. Дивизион 1 | 18    | 0    |                  |                  |            |            | 18    | 0     |
| 1989/90             | Хонда               | Чемпионат Японии. Дивизион 1 | 22    | 2    |                  |                  | 2          | 1          | 24    | 3     |
| 1990/91             | Хонда               | Чемпионат Японии. Дивизион 1 | 21    | 1    |                  |                  | 4          | 0          | 25    | 1     |
| 1991/92             | Ниссан Моторс       | Чемпионат Японии. Дивизион 1 | 20    | 0    |                  |                  | 3          | 0          | 23    | 0     |
| 1992                | Иокогама Маринос    | Джей-лига                    | -     | -    | 0                | 0                | 6          | 0          | 6     | 0     |
| 1993                | Иокогама Маринос    | Джей-лига                    | 25    | 0    | 1                | 0                | 0          | 0          | 26    | 0     |
| 1994                | Джубило Ивата       | Джей-лига                    | 22    | 1    | 1                | 0                | 0          | 0          | 23    | 1     |
| 1995                | Джубило Ивата       | Джей-лига                    | 35    | 1    | 0                | 0                | -          | -          | 35    | 1     |
| 1996                | Джубило Ивата       | Джей-лига                    | 27    | 0    | 1                | 0                | 13         | 1          | 41    | 0     |
| 1997                | Джубило Ивата       | Джей-лига                    | 15    | 0    | 2                | 0                | 4          | 0          | 21    | 0     |
| 1998                | Сересо Осака        | Джей-лига                    | 14    | 0    | 0                | 0                | 0          | 0          | 14    | 0     |
| Итого               | Итого               | Итого                        | 298   | 8    | 5                | 0                | 32         | 2          | 335   | 10    |

### В сборную
| Сборная Японии | Сборная Японии | Сборная Японии |
| Год            | Матчи          | Голы           |
| -------------- | -------------- | -------------- |
| 1985           | 2              | 0              |
| 1986           | 4              | 0              |
| 1987           | 6              | 0              |
| 1988           | 0              | 0              |
| 1989           | 0              | 0              |
| 1990           | 0              | 0              |
| 1991           | 0              | 0              |
| 1992           | 9              | 0              |
| 1993           | 6              | 0              |
| Итого          | 27             | 0              |